# Puchar Europy Środkowej w piłce nożnej
Puchar Europy Środkowej to pierwsze w Europie międzynarodowe rozgrywki piłkarskie, które odbywały się w latach 1927-1960, w których o mistrzostwo rywalizowały między sobą reprezentacje Europy Środkowej.

## Historia
Na początku XX wieku jednym z głównych ośrodków rozwoju piłki nożnej w Europie kontynentalnej były miasta Austro-Węgier, których czołowe kluby od 1897 roku grały w turnieju zwanym Challenge Cup. Po upadku imperium w wyniku I wojny światowej, państwa powstałe na jego terytorium nadal wiodły prym w rozwoju tego sportu. W szczególności niektóre z pierwszych profesjonalnych lig piłkarskich w Europie powstały w Austrii (1924), na Węgrzech (1925) i Czechosłowacji (1926).
W celu dalszej promocji piłki nożnej i przywrócenia sportu w regionie, Sekretarz Generalny Austriackiego Związku Piłki Nożnej Hugo Meisl w lipcu 1927 roku podjął szereg inicjatyw mających na celu organizację międzynarodowych turniejów z udziałem reprezentacji narodowych i niektórych klubów w krajach Europy Środkowej. Jedną z takich inicjatyw był Puchar Europy Środkowej z udziałem reprezentacji narodowych, którego pierwsze mecze odbyły się we wrześniu 1927 roku.
Turniej został pierwotnie nazwany imieniem Antonína Švehli (Pohár Švehla), premiera Czechosłowacji i jednego z założycieli turnieju, a od 1954 roku turniej stał się znany jako Dr. Gerö Cup, nazwany na cześć dyrektora Austriackiego Związku Piłki Nożnej, austriackiego ministra spraw zagranicznych i byłego sędziego pucharu Josef Gerö. W literaturze niektórych uczestniczących krajów Puchar był rozgrywany pod różnymi nazwami, w krajach niemieckojęzycznych nazywał się Europapokal lub Europameisterschaft, na Węgrzech – Európa Kupa, we Włoszech – Coppa Internazionale, w Czechosłowacji – Mezinárodní póhar.
W pierwszym turnieju uczestniczyły reprezentacje założycieli: Austrii, Węgier, Czechosłowacji i Włoch. Później do czterech krajów założycielskich dołączyła Szwajcaria, a następnie w 1955 roku Jugosławia. W turnieju wzięły udział także drużyny z Polski i Rumunii, ale ich związki piłkarskie odmówiły udziału w meczach z profesjonalistami, dlatego grały tylko z amatorskimi reprezentacjami.
Turniej odbywał się w systemie każdy z każdym, w którym rywalizujące ze sobą drużyny spotkały się dwukrotnie (jeden u siebie i jeden na wyjeździe). Zwykle turniej trwał 2-3 lata, a ostatnie turnieje przez 5 lat. Turniej został wyeliminowany w 1960 roku wraz z nadejściem Mistrzostw Europy.

## Medaliści Pucharu Europy Środkowej
| Sezon                   | K | K | T | Mistrz                  | Wicemistrz             | III miejsce            | Br. | Król strzelców                  | Uwagi                                                                  |
| Puchar Europy Środkowej |   |   |   |                         |                        |                        |     |                                 |                                                                        |
| 1927–1930               |   |   | 1 | Włochy - 11 pkt         | Austria - 10 pkt       | Czechosłowacja - 9 pkt | 6   | Julio Libonatti, Gino Rossetti  | 4 drużyny                                                              |
| 1931–1932               |   |   | 1 | Austria - 11 pkt        | Włochy - 9 pkt         | Węgry - 8 pkt          | 8   | István Avar                     | 5 drużyn                                                               |
| 1933–1935               |   |   | 2 | Włochy - 11 pkt         | Austria - 9 pkt        | Węgry - 9 pkt          | 7   | Leopold Kielholz, György Sárosi | 5 drużyn                                                               |
| 1936–1938               |   |   |   |                         |                        |                        |     |                                 | przerwano po aneksji Austrii przez Rzeszę Niemiecką 12 marca 1938 roku |
| 1948–1953               |   |   | 1 | Węgry - 11 pkt          | Czechosłowacja - 9 pkt | Austria - 9 pkt        | 10  | Ferenc Puskás                   | 5 drużyn                                                               |
| 1955–1960               |   |   | 1 | Czechosłowacja - 16 pkt | Węgry - 15 pkt         | Austria - 11 pkt       | 7   | Lajos Tichy                     | 6 drużyn                                                               |

## Klasyfikacja medalowa
| Lp. | Reprezentacja  | Miejsca na podium | Miejsca na podium | Miejsca na podium | Zwycięskie sezony |   |   |                      |
| --- | -------------- | ----------------- | ----------------- | ----------------- | ----------------- | - | - | -------------------- |
| Lp. | Reprezentacja  | 1.                | Włochy            | 2                 | Zwycięskie sezony | 1 | 0 | 1927–1930, 1933–1935 |
| 2.  | Austria        | 1                 | 2                 | 2                 | 1931–1932         |   |   |                      |
| 3.  | Węgry          | 1                 | 1                 | 2                 | 1948–1953         |   |   |                      |
| 4.  | Czechosłowacja | 1                 | 1                 | 1                 | 1955–1960         |   |   |                      |